# 埃米莉·昂代奥尔
埃米莉·昂代奥尔（法語：Émilie Andéol，1987年10月30日—）生于吉伦特省波尔多，是一名法国女子柔道运动员，主攻78公斤以上级项目。她曾在2016年里约奥运获得柔道女子78公斤以上级冠军。同年年底，她获得了队报颁发的年度最佳法国女运动员奖。2018年8月，昂代奥尔宣布退役。